# المجموعة الفردانية R1a

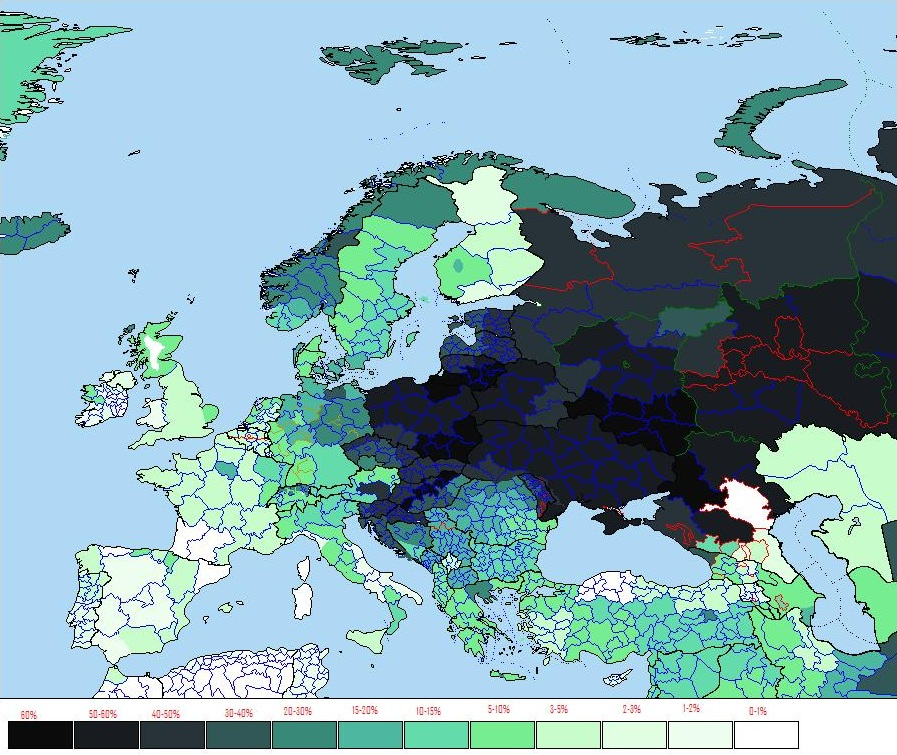
خريطة توضح تكرار المجموعة الفردانية R1a في أوروبا

المجموعة الفردانية R1a، أو R-M420 أو السُّلالة R1a، هي مجموعة فردانيَّة بشريَّة ذكوريَّة والتي تنتشر في منطقة كبيرة في أوراسيا، وتمتد من الدول الاسكندنافية وأوروبا الوسطى إلى آسيا الوسطى وجنوب سيبيريا وجنوب آسيا.
تشير إحدى الدراسات الجينية إلى أن السُّلالة R1a نشأت منذ 25 ألف سنة، إلا أن فئته الفرعية M417 (R1a1a1) تنوعت منذ حوالي 5,800 آلاف سنة. يلعب مكان منشأ الفئة الفرعية دورًا في الجدل الدائر حول أصول الهنود الأوروبيُّون البدائيُّون.
تم اكتشاف طفرة SNP R-M420 بعد R-M17 (R1a1a)، مما أدى إلى إعادة تنظيم السلالة على وجه الخصوص إنشاء مجموعة شبه جديدة (المعينة R-M420*) للسلالات النادرة نسبيًا التي ليست في R-SRY10831 .2 الفرع (R1a1) المؤدي إلى R-M17.

## أصول

### أصول R1a
يُقدر أن الاختلاف الجيني لـ R1a (M420) قد حدث منذ 25,000 ألف سنة مضت، وهو وقت الذروة الجليدية الأخيرة. خلصت دراسة أجراها بيتر أ. أندرهيل وآخرون عام 2014، باستخدام 16,244 فردًا من أكثر من 126 مجموعة سكانية من جميع أنحاء أوراسيا، إلى أن هناك "حالة مقنعة بالنسبة للشرق الأوسط، وربما بالقرب من إيران الحالية، باعتباره الأصل الجغرافي للسلال  R1a". أظهر سجل الحمض النووي القديم أول عينة من R1a خلال العصر الحجري الوسيط من ضمن ةالصيادين-الجامعين الشرقيين (من أوروبا الشرقية، منذ 13000 سنة تقريبًا)، وأقدم حالة لـ R* بين سكان شمال الأوراسيين القدماء في العصر الحجري القديم الأعلى، والتي يستمد منها الصيادون الشرقيون أصولهم في الغالب.

### آسيا الوسطى
عثر على السُّلالة R1a بنسبة عالية من فرعها R1a1a بين قومية الطَّاجيك من طاجيكستان تبلغ 64%، وبنسبة مُماثلة تُقدر 63% من العينات ضمن شعب القرغيز التُّركي في قيرغيزستان.

#### جنوب آسيا
في جنوب آسيا، تمت ملاحظة R1a1a في كثير من الأحيان في عدد من المجموعات السكانية.
في الهند، لوحظ وجود ترددات عالية للسُّلالة R1a في غرب البنغال البراهمة (نسبة تصل إلى 72%) إلى الشرق، وغوجارات لوهاناس (60%) إلى الغرب، والبنجاب/هاريانا خاتريس (67%)  في الشمال وكرناتكا (39%). بينما عُثر عليه في الجنوب الهندي. تم العثور عليه أيضًا في العديد من الأديفاسي الناطقين باللغة الدرافيديونية بجنوب الهند، بما في ذلك شعب تشينشو الهندي (26%) وفالميكيس في ولاية أندرا براديش وكوتا (22.58%)  وكلار في تاميل نادو، مما يشير إلى أن R1a1a منتشر على نطاق واسع في قبائل الهنود الجنوبيين.

إلى جانب ذلك، تظهر الدراسات نسبًا عالية في المجموعات المتنوعة إقليميًا مثل مانيبور (50%) إلى أقصى الشمال الشرقي وبين البنجابيين (47%) إلى أقصى الشمال الغربي.

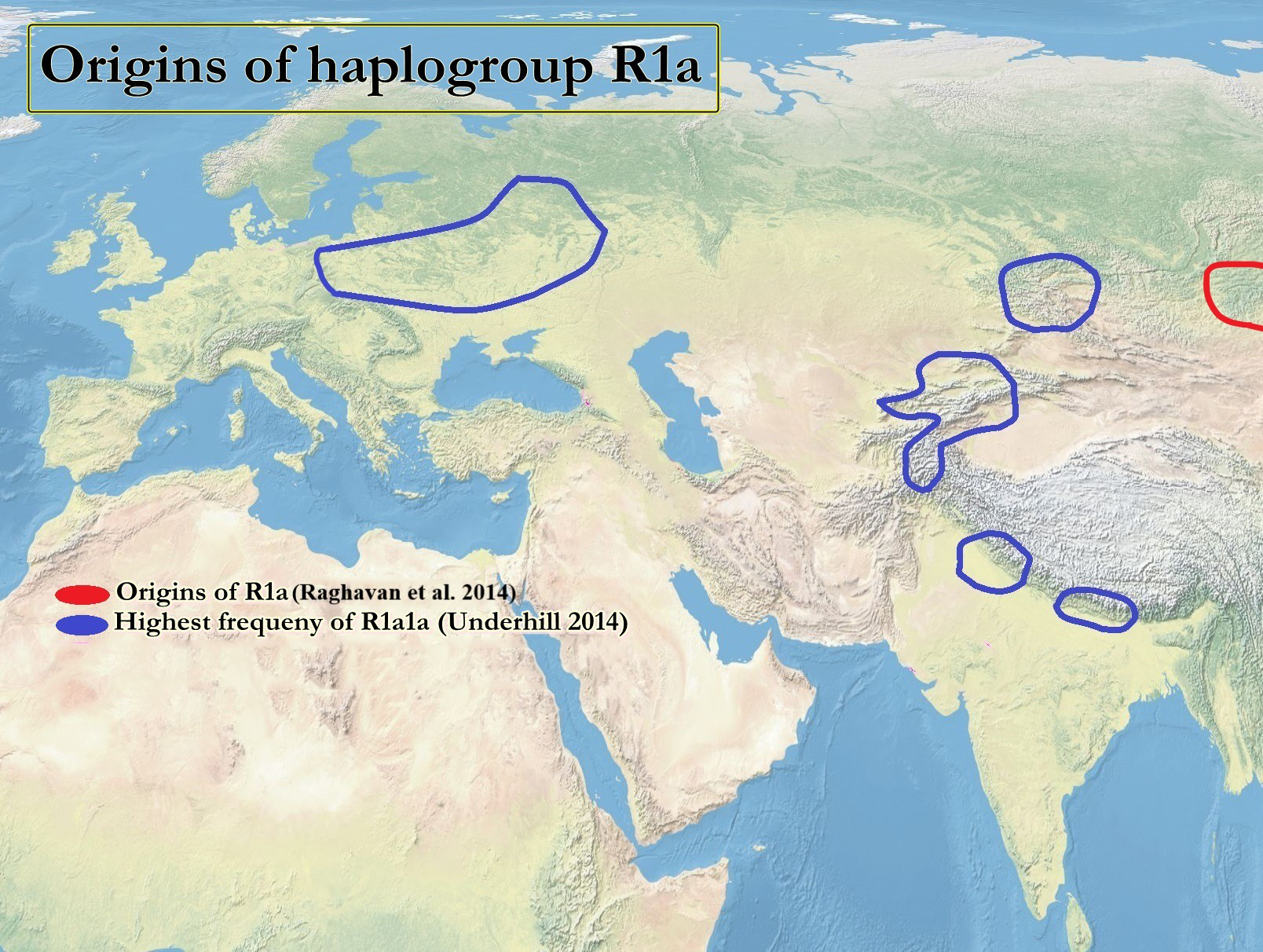
الهجرة المحتملة للسُّلالة R1a إلى ساحل البلطيق؛ وأماكن انتشار الفرع R1a1a أقدم توسع وأعلى تردد.

#### شرق آسيا
تواتر R1a1a منخفض نسبيًا بين بعض المجموعات الناطقة بالتركية مثل الياكوت، ومع ذلك فإن المستويات أعلى (19 إلى 28%) في بعض المجموعات الناطقة بالتركية أو المنغولية في شمال غرب الصين، مثل بونان ودونغشيانغ وسالار والأويغور.

#### غرب آسيا
تم العثور على R1a1a بأشكال مختلفة، في معظم أنحاء غرب آسيا، بتركيزات متفاوتة على نطاق واسع، إلا أنه منعدم وجوده تقريبًا في مناطق مثل الأردن، لكنه يرتفع إلى مستويات أعلى بكثير في أجزاء من الكويت وإيران. تُظهر عينات من قبيلة شمر البدوية في الكويت أعلى نسبة تواتر في الشرق الأوسط بنسبة 43% للسُّلالة R1a.
وجدت دراسة جديدة أن 20.3% تنتمي للفئة الفرعيَّة R-M17* بين العينات الكردية التي تم أخذها في محافظة كردستان في غرب إيران، و19% بين الأذربيجانيين في أذربيجان الغربية، و9.7% بين المازندرانيين في شمال إيران في محافظة مازندران، و9.4% بين الجيلاك. في محافظة جيلان، 12.8% بين الفرس و17.6% بين الزرادشتيين في يزد، ونسبة 18.2% بين الفرس في أصفهان، 20.3% بين الفرس في محافظة خُراسان، ونسبة 16.7% بين الأفارقة الإيرانيين، 18.4% في جزيرة قشم، و21.4% بين شعب بنداري الفارسي. في هرمزكان و 25% بين البلوش في مقاطعة سيستان وبلوشستان.

## رجال بارزون

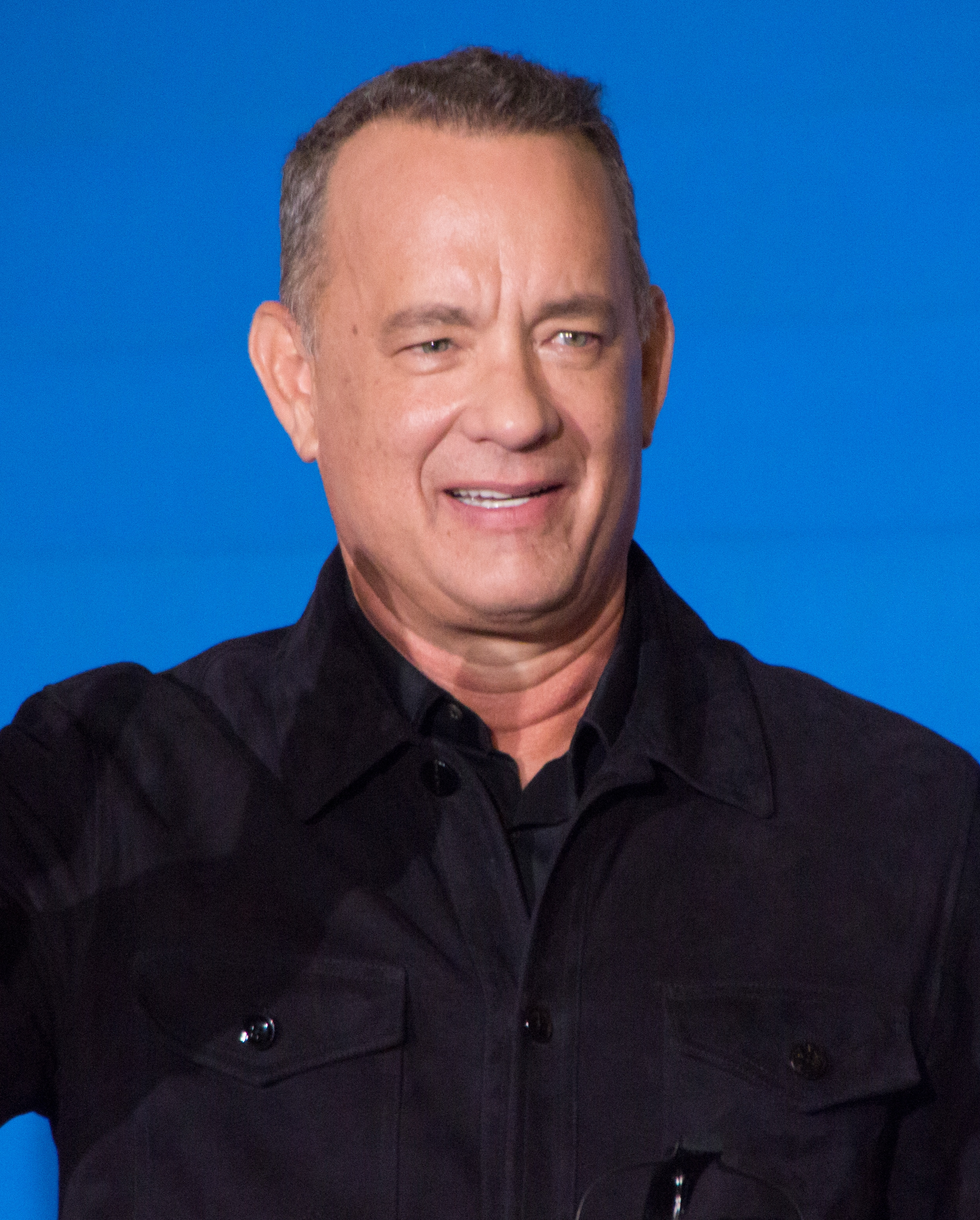
المُمثل الأمريكي الكوميدي الدرامي توم هانكس، ينتمي إلى السُّلالة R1a

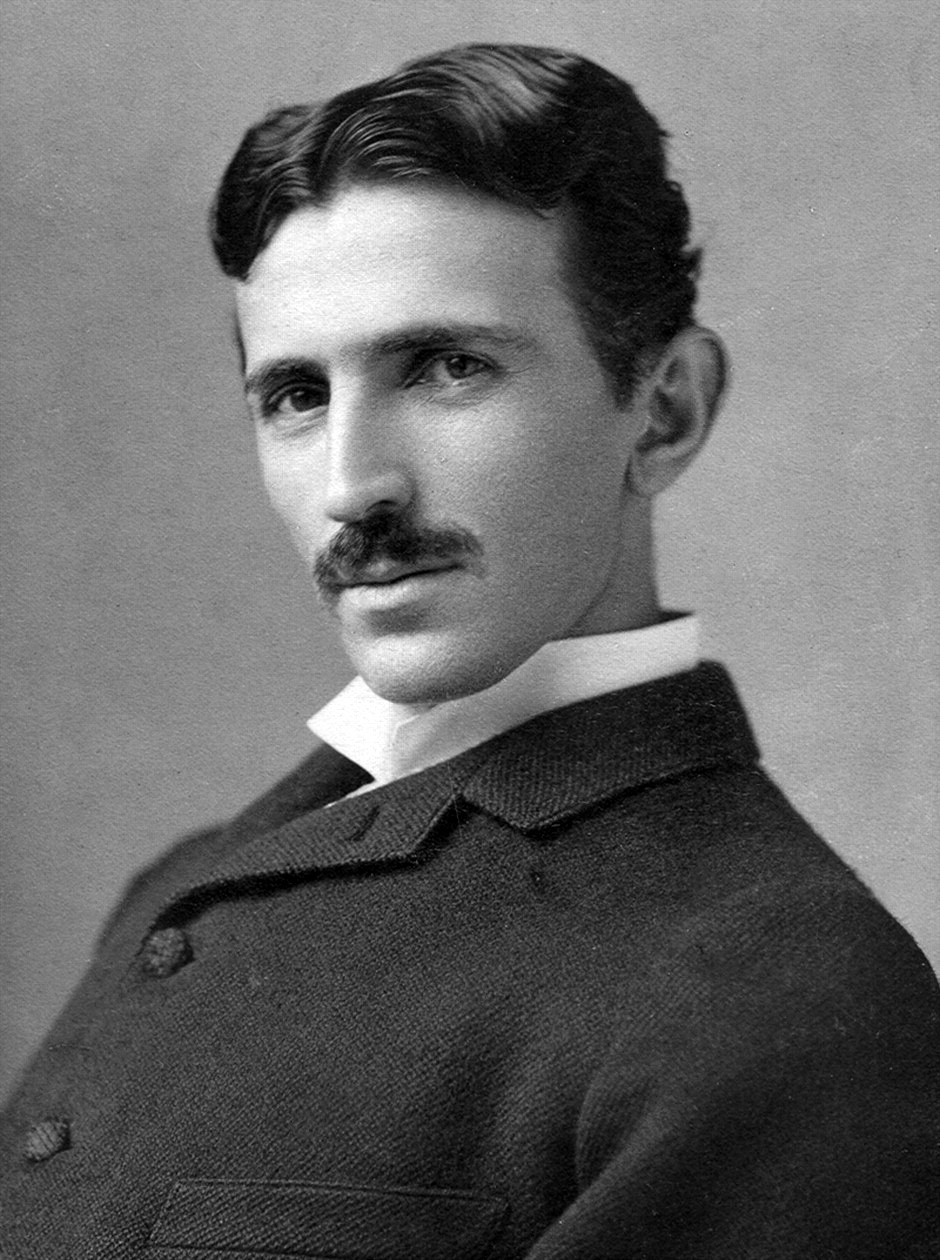
المُخترع والعالم الأمريكي الصَّربي، نيكولا تسلا، أحد المُنتمين إلى السُّلالة R1a

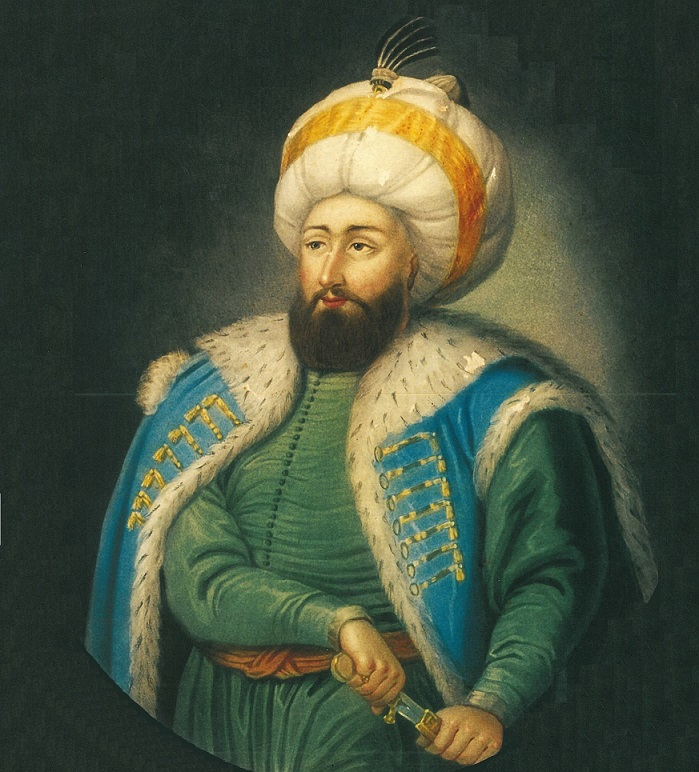
السُّلطان العُثماني مُحمَّد الفاتح، أحد المُنتمين إلى السُّلالة R1a (لم يتم تبني النتيجة رسميًا).

من خلال الاختبار المباشر أو اختبار أحفادهم وأدلة الأنساب، تبين أن الأشخاص البارزين التاليين ينتمون إلى السُّلالة R1a:

### فرع L664
ينتمي هذا الفرع إلى عينات تُعتبر جرمانيَّة، وهُم:
- فرنسيس دريك، نائب الأميرال ومُستكشف إنجليزي، ينتمي للسُّلالة R1a-L664 (DYS388=10).[21]

### فرع Z284
ينتمي هذا الفرع إلى عينات تُعتبر نورسيَّة، وهم:
- ديفيد هيوم، مُؤرخ وفيلسوف واقتصادي اسكتلندي، ينتمي للفرع R1a-Z284 > S4458 > S5301 > S5153 > L448 > CTS4179.[21]
- توم هانكس، مُمثل أمريكي شهير، يُعتقد أنه ينتمي للفرع R1a-Z284 > S4458 > S5301 > S5153 > YP959، حسب مشروع للحمض النووي لكنيته هانكس، والمُنتمين إلى ويليام هانكس من ريتشموند، في فيرجينيا.[21]
- أندرسون كوبر، صحفي وكاتب أمريكي من أصل إسكندنافي/اسكتلندي، ينتمي إلى الفرع R1a-Z284 > L448.[21]

### فرع M458
ينتمي هذا الفرع إلى عينات تُعتبر جرمانيَّة/سلافيَّة، وهم:
- نيكولا تسلا، مُخترع وعالم أمريكي صربي، ويظهر انتماؤه للسُّلالة R1a-M458 وللفرع L1029.[21]
- رودلف هس، سياسي ألماني نازي.[21]

### فرع Z280
ينتمي هذا الفرع إلى عينات تُعتبر بلطيقيَّة سلافيَّة، وهم:
- ماكس فون سيدو، مُمثل سويدي، ينتمي إلى الفرع البومراني P-269 من الفرع R1a-Z280، وذلك من خلال تحليل لقريبٍ منه.[21]
- فيليم ألكسندر، ملك هولندا الحالي، وينتمي إلى الفرع S18681 من السُّلالة والفرع المذكور.[21]

### فرع Z92
ينتمي هذا الفرع إلى عينات تُعتبر سلافيَّة شرقيَّة، وهم:
- ألكسندر بوشكين، شاعر روسي، وينتمي إلى الفرع YP682 من السُّلالة والفرع الأكبر المذكور.[21]

### فرع Z93
ينتمي هذا الفرع إلى عينات تُعتبر هندو-أوروبيَّة، وهم:
- السُّلالة العُثمانيَّة، بناءً على العديد من العينات المأخوذة من أحفاد ادعوا انتماؤهم للسَّلاطين العُثمانيين، ينتمي آل عُثمان الأوَّل إلى السُّلالة R1a-Z93، إلا أن هذا لم يتم تبنيه رسميًا بعد.[21]
- بنيامين نتنياهو، رئيس الوزراء الإسرائيلي، ينتمي إلى السُّلالة R1a-Z93، وذلك من خلال الفرع اليهودي Y2630، بناءً على عيَّنة أخيه عيدو في شركة فاميلي تري.[21]

### فروع أخرى
- بيلا الثالث، ملك المجر وصربيا بين 1172 و1196 م.[21]
- ميكولاج الأحمر ردازويل، كان مُستشارًا ونبيلًا بولنديًا ليتوانيًا (1515-1584).[21]